# Nate Pearson
Nathan Alexander Pearson (Odessa, Florida, 20 de agosto de 1996), más conocido como Nate Pearson, es un jugador profesional estadounidense de béisbol que se desempeña en la posición de lanzador en Chicago Cubs, equipo de las Grandes Ligas de Béisbol (MLB).

## Carrera
Pearson hizo su debut en la MLB con el equipo Toronto Blue Jays, en el cual jugó cuatro temporadas (2020-2021, 2023-2024), después pasó a Chicago Cubs, donde lleva jugando una temporada.